# یواس‌اس کایوگا (ال‌اس‌تی-۱۱۸۶)
یواس‌اس کایوگا (ال‌اس‌تی-۱۱۸۶) (به انگلیسی: USS Cayuga (LST-1186)) یک کشتی بود که طول آن ۵۲۳ فوت (۱۵۹٫۴ متر) بود. این کشتی در سال ۱۹۶۹ ساخته شد.